# 戸羽川駅
戸羽川駅（とばがわえき）は、かつて岐阜県岐阜市にあった、名古屋鉄道高富線の駅。
駅名は近くを流れる戸羽川に由来する。

## 歴史
高富線の前身である長良軽便鉄道の駅として、路線が開通した1913年に設けられた。開業時の駅名は継子渕駅（継子淵駅、ままこぶちえき）で、戸羽川駅に改称したのは1934年のことである。この改称と同時に、それまで戸羽川駅を名乗っていた隣の駅は名前を下岩崎駅に改めている。戦後、高富線は自動車の普及に対抗できずに1960年に廃止、当駅もこれに伴い廃駅となった。
- 1913年（大正2年）12月25日 - 長良軽便鉄道の長良北町駅 - 高富駅間の開通と同時に継子渕駅として開業[3][4]。
- 1915年（大正4年）11月20日 - 長良軽便鉄道と美濃電気軌道市内線が接続され、11月26日より両線で直通運転開始[5]。
- 1920年（大正9年）9月10日 - 長良軽便鉄道は美濃電気鉄道へ合併。同社の高富線となる[5]。
- 1930年（昭和5年）8月20日 - 美濃電気軌道が名古屋鉄道（初代。同年中に名岐鉄道に改称し、1935年より名古屋鉄道に再改称）に合併。同社の高富線の駅となる[5]。
- 1934年（昭和9年）7月26日 - 戸羽川駅に改称。同時に戸羽川駅（初代）が下岩崎駅に改称[2]。
- 1960年（昭和35年）4月22日 - 高富線廃止に伴い、廃駅となる[5]。

## 駅構造
- 単式1面1線の乗り場をもち、待合所が設置されていた。
- 下岩崎駅や三田洞駅が列車交換駅となる前は当駅が相対式2面2線の交換駅だった[6]。

## その他
- 駅跡は、岐阜バス「戸羽川」停留所付近である。
- 当駅付近では戸羽川が分流、蛇行しており、駅は分岐した二つの川に挟まれたような状態で存在していた[7]。廃止後の河川改修により川の流れが変わり、現在、駅跡は戸羽川の東岸に位置している。

## 隣の駅
名古屋鉄道
高富線
下岩崎駅 - 戸羽川駅 - 三田洞駅
- 1938年までは隣の三田洞駅との間に上岩崎駅（かみいわさきえき）が存在した。